# Bellver d'Ossó
Bellver d'Ossó, o Bellver de Sió, és un poble del municipi d'Ossó de Sió a la comarca de l'Urgell. El 2006 tenia 107 habitants.
Situat a l'esquerra del riu Sió, entre Mont-roig i Ossó de Sió. El poble ha crescut al voltant de l'església romànica de Sant Pere de Bellver de Sió, esmentada ja el 1098 en l'acta de consagració de l'església de Guissona. Es conserva una creu de terme gòtica datada del 1517.